# Tomisław (Baja Silesia)
Tomisław (alemán: Thommendorf) es una localidad del distrito de Bolesławiec, en el voivodato de Baja Silesia (Polonia). Se encuentra en el suroeste del país, dentro del término municipal de Osiecznica, a unos 13 km al noroeste de Bolesławiec, la capital del distrito, y a unos 115 al oeste de Breslavia, la capital del voivodato. En 2011, según el censo realizado por la Oficina Central de Estadística polaca, su población era de 694 habitantes. Tomisław perteneció a Alemania hasta 1945.